# Love Me, Please Love Me (album)
Pour la chanson « Love Me, Please Love Me », voir Love Me, Please Love Me (chanson).
Albums de Michel Polnareff
Le Bal des Laze
(1968)

Love Me, Please Love Me (titre seulement utilisé à partir de la réédition CD), initialement intitulé Michel Polnareff, est le premier album de Michel Polnareff, sorti en 1966.
L'album est une compilation des EPs sortis durant cette période.

## Historique
Âgé d'à peine 22 ans au moment où il enregistre son premier album, Polnareff verra son disque publié aux États-Unis, qui pourtant faisaient peu de cas du rock français, sous le titre French Rock Blues.
Folk rock, dans la veine de Bob Dylan, des Byrds ou des Kinks, avec des mélodies qui évoquent celles de Brian Wilson, et des expérimentations sur le son et le mixage dont l'exemple le plus frappant est Sous quelle étoile suis-je né ?.
Michel Polnareff, dans cette seconde moitié des sixties, fut donc l'un des rares artistes pop français (avec Serge Gainsbourg et aussi Jacques Dutronc qui émerge la même année) à rivaliser en France avec les Anglo-Saxons, tant dans la qualité des compositions que dans la production sonore.

## Réception
Selon l'édition française du magazine Rolling Stone, cet album est le 39e meilleur album de rock français. Il sera certifié disque d'or pour 100 000 exemplaires vendus.

## Dans la culture
Le titre Love Me, Please Love Me figure dans la bande originale du long métrage J'veux pas que tu t'en ailles réalisé par Bernard Jeanjean (source : générique).

## Liste des pistes
1. Sous quelle étoile suis-je né ? (F. Gérald, M. Polnareff) — 3:50
2. Time Will Tell (K. Reid, M. Polnareff) — 2:22
3. Ballade pour toi (A. Kopelman, M. Polnareff) — 2:40
4. L'Oiseau de nuit (F. Gérald, M. Polnareff) — 2:49
5. Love Me, Please Love Me (F. Gérald, M. Polnareff) — 4:20
6. Histoire de cœur (M. Polnareff) — 2:49
7. Ballade pour un puceau (M. Polnareff) — 2:16
8. You'll Be on My Mind (K. Reid, M. Polnareff) — 2:30
9. L'Amour avec toi (M. Polnareff) — 3:07
10. La Poupée qui fait non (F. Gérald, M. Polnareff) — 3:13